# Lily Dougall
Lily Dougall (1858-1923) fue una escritora y feminista canadiense.
Nació en 1858, en el seno de una familia presbiteriana dedicada al periodismo. En su juventud, Dougall adquirió un pensamiento de orientación liberal, lo que generó conflictos con su formación religiosa.  Si bien nació en Montreal, Quebec, fue educada en Nueva York y asistió tanto a la Universidad de Edimburgo como a la Universidad de St. Andrew en Escocia. Mientras en Edimburgo,  viva con su tía. Vivió en Montreal entre 1897 y 1903, para luego instalarse definitivamente en Cumnor, cerca de Oxford, en 1911. En esta última localidad, vivió el resto de su vida con su pareja lesbiana Sophie Earp. En Cunnor, Dougall destacó dentro de un grupo local que se dedicaba al pensamiento y a la conversación. Durante ese período escribió su primer ensayo titulado Pro Christo et Ecclesia (1900).
En 1892, publicó la primera de sus nueve novelas, bajo el título de Beggars All. Su contemporáneos pensaron que sus novelas fueron "bien recibidas" y "han sido leídas lejos de las costas de su tierra natal".  También escribió una novela previo a Beggars All, llamada Lovereen, A Canadian Novel, la cual fue publicada bajo un seudónimo masculino. También publicó un volumen de cuentos y ocho libros sobre filosofía religiosa. Cuatro de sus novelas (What Necessity Knows, The Zeitgeist, The Mermaid: A Love Tale and The Madonna of a Day: A Study) se desarrollan en territorio canadiense, desde el oeste de la Columbia Británica hasta el este de Quebec y la Isla del Príncipe Eduardo. Sus obras de ficción se caracterizan por los giros del destino, apariencias, identidades ocultas y desilusiones amorosas. También destaca la exploración de temas religiosos y filosóficos. Muchas de sus protagonistas son mujeres fuertes, independientes, y suelen sentirse atraídas por la idea de un matrimonio igualitario.

## Obras
- Whar Necessity Knows (1893)
- The Zeit-Geist (1895)
- The Mermaid (1895)
- A Dozen Ways Of Love  (1897)
- The Mormon Prophet (1899)
- The Summit House Mystery (1905)

## Otras fuentes
- Joanna Dean, Religious Experience and the New Woman: The Life of Lily Dougall (Bloomington: Indiana University Press, 2007).